# Дятел-смугань колумбійський
Дятел-смуга́нь колумбійський (Piculus litae) — вид дятлоподібних птахів родини дятлових (Picidae). Мешкає в Південній Америці.

## Поширення і екологія
Колумбійські дятли-смугані мешкають на заході Колумбії та на північному заході Еквадору. Вони живуть в рівнинних тропічних лісах, зустрічаються на висоті до 800 м над рівнем моря.